# Максі Моралес
Максі Моралес (ісп. Maximiliano Moralez, нар. 27 лютого 1987, Санта-Фе) — аргентинський футболіст, півзахисник клубу «Аталанта».
Виступав, зокрема, за клуби «Расинг» (Авельянеда) та «Велес Сарсфілд», а також національну збірну Аргентини.
Дворазовий чемпіон Аргентини. 

## Клубна кар'єра
Народився 27 лютого 1987 року в місті Санта-Фе. Вихованець футбольної школи клубу «Расинг» (Авельянеда). Дорослу футбольну кар'єру розпочав 2005 року в основній команді того ж клубу, в якій провів два сезони, взявши участь у 52 матчах чемпіонату.  Більшість часу, проведеного у складі «Расинга», був основним гравцем команди.
2007 року перейшов до російського клубу «Москва», в якому стати гравцем основного складу не зміг і 2008 року повернувся до «Расинга» (Авельянеда) на умовах оренди.
Своєю грою за останню команду привернув увагу представників тренерського штабу клубу «Велес Сарсфілд», гравцем якого став 2009 року. Відіграв за команду з Буенос-Айреса наступні два з половиною сезони своєї ігрової кар'єри. Граючи у складі «Велес Сарсфілда» також здебільшого виходив на поле в основному складі команди.
До складу італійської «Аталанти» приєднався 2011 року. Відтоді встиг відіграти за бергамський клуб 116 матчів в національному чемпіонаті.

## Виступи за збірні
2007 року залучався до складу молодіжної збірної Аргентини. На молодіжному рівні зіграв у 16 офіційних матчах, забив 5 голів.
2011 року провів свій допоки єдиний матч у складі національної збірної Аргентини.

## Статистика виступів

### Статистика клубних виступів
Станом на 15 березня 2015
| Сезон                      | Команда                    | Чемпіонат                  | Чемпіонат | Чемпіонат | Національний кубок | Національний кубок | Національний кубок | Континентальні кубки | Континентальні кубки | Континентальні кубки | Інші змагання | Інші змагання | Інші змагання | Усього | Усього |
| Сезон                      | Команда                    | Ліга                       | Ігор      | Голів     | Ліга               | Ігор               | Голів              | Ліга                 | Ігор                 | Голів                | Ліга          | Ігор          | Голів         | Ігор   | Голів  |
| -------------------------- | -------------------------- | -------------------------- | --------- | --------- | ------------------ | ------------------ | ------------------ | -------------------- | -------------------- | -------------------- | ------------- | ------------- | ------------- | ------ | ------ |
| 2004–05                    | Расинг                     | ПД                         | 4         | 0         | -                  | -                  | -                  | -                    | -                    | -                    | -             | -             | -             | 4      | 0      |
| 2005–06                    | Расинг                     | ПД                         | 15        | 1         | -                  | -                  | -                  | -                    | -                    | -                    | -             | -             | -             | 15     | 1      |
| 2006–07                    | Расинг                     | ПД                         | 33        | 7         | -                  | -                  | -                  | -                    | -                    | -                    | -             | -             | -             | 33     | 7      |
| 2007                       | Расинг                     | ПД                         | 1         | 0         | -                  | -                  | -                  | -                    | -                    | -                    | -             | -             | -             | 1      | 0      |
| 2007                       | Москва                     | ПЛ                         | 6         | 0         | КР                 | 0                  | 0                  | -                    | -                    | -                    | -             | -             | -             | 6      | 0      |
| 2008                       | Расинг                     | ПД                         | 18        | 2         | -                  | -                  | -                  | -                    | -                    | -                    | -             | -             | -             | 18     | 2      |
| 2008-09                    | Расинг                     | ПД                         | 18        | 5         | -                  | -                  | -                  | -                    | -                    | -                    | -             | -             | -             | 18     | 5      |
| Усього за «Расинг»         | Усього за «Расинг»         | Усього за «Расинг»         | 89        | 15        |                    | -                  | -                  |                      | -                    | -                    |               | -             | -             | 89     | 15     |
| 2009                       | Велес Сарсфілд             | ПД                         | 14        | 5         | -                  | -                  | -                  | -                    | -                    | -                    | -             | -             | -             | 14     | 5      |
| 2009–10                    | Велес Сарсфілд             | ПД                         | 26        | 7         | -                  | -                  | -                  | ПК+КЛ                | 6+8                  | 0+0                  | -             | -             | -             | 40     | 7      |
| 2010–11                    | Велес Сарсфілд             | ПД                         | 32        | 8         | -                  | -                  | -                  | ПК+КЛ                | 1+11                 | 0+5                  | -             | -             | -             | 44     | 13     |
| Усього за «Велес Сарсфілд» | Усього за «Велес Сарсфілд» | Усього за «Велес Сарсфілд» | 72        | 20        |                    | -                  | -                  |                      | 26                   | 5                    |               | -             | -             | 98     | 25     |
| 2011–12                    | Аталанта                   | A                          | 34        | 6         | КІ                 | 1                  | 1                  | -                    | -                    | -                    | -             | -             | -             | 35     | 7      |
| 2012–13                    | Аталанта                   | A                          | 29        | 1         | КІ                 | 2                  | 0                  | -                    | -                    | -                    | -             | -             | -             | 30     | 1      |
| 2013–14                    | Аталанта                   | A                          | 32        | 5         | КІ                 | 1                  | 0                  | -                    | -                    | -                    | -             | -             | -             | 33     | 5      |
| 2014–15                    | Аталанта                   | A                          | 20        | 5         | КІ                 | 1                  | 0                  | -                    | -                    | -                    | -             | -             | -             | 21     | 5      |
| Усього за «Аталанту»       | Усього за «Аталанту»       | Усього за «Аталанту»       | 116       | 17        |                    | 5                  | 1                  |                      |                      |                      |               |               |               | 122    | 18     |
| Усього за кар'єру          | Усього за кар'єру          | Усього за кар'єру          | 284       | 52        |                    | 5                  | 1                  |                      | 26                   | 5                    |               | -             | -             | 315    | 58     |

### Статистика виступів за збірну
| Дата       | Місто    | Господарі | Результат | Гості     | Турнір           | Голи | Примітки |
| ---------- | -------- | --------- | --------- | --------- | ---------------- | ---- | -------- |
| 16-03-2011 | Сан-Хуан | Аргентина | 4 – 1     | Венесуела | товариський матч | -    | 55'      |
| Усього     |          | Матчів    | 1         |           | Голів            | 0    |          |

## Титули і досягнення
- Чемпіон Аргентини (2):

«Велес Сарсфілд»:  Клаусура 2009, Клаусура 2011
- Чемпіон світу (U-20): 2007